# Le Troisième Chimpanzé

Arbre phylogénétique des grands singes (Hominoidea, avec mise en évidence de la famille des hominidés). L'espèce la plus proche des Chimpanzés est Homo sapiens. Puis on trouve dans l'ordre les gorilles, les orang-outans et les gibbons.

Le Troisième Chimpanzé : Essai sur l'évolution et l'avenir de l'animal humain (The Third Chimpanzee: The Evolution and Future of the Human Animal) est un essai de vulgarisation scientifique de l'écrivain américain Jared Diamond paru en 1992 aux États-Unis, puis en version française en 2000 chez Gallimard. L'ouvrage enchaine divers chapitres sur l'évolution de la lignée humaine, puis de préhistoire et d'anthropologie.

## Structure
L'ouvrage est organisé en cinq parties :
1. Rien qu'une espèce de grand mammifère parmi d'autres
  1. Le conte des trois chimpanzés
  2. Le grand bond en avant
2. Un animal doté d'un étrange cycle vital
  1. L'évolution de la sexualité humaine
  2. La science de l'adultère
  3. Le choix du conjoint et des partenaires sexuels
  4. La sélection sexuelle et l'origine des races humaines
  5. Les raisons du vieillissement et de la mort
3. Humain, uniquement humain
  1. Les passerelles vers le langage humain
  2. Les origines animales de l'art
  3. Les bienfaits mitigés de l'agriculture
  4. Du tabac, des boissons et autres drogues
  5. Seuls dans un univers surpeuplé
4. Les conquérants du monde
  1. La fin des « premières rencontres »
  2. Des conquérants par accident
  3. Les chevaux, les Hittites et l'histoire
  4. Des Noirs et des Blancs
5. L'inversion brutale de notre essor
  1. Cet âge d'or qui jamais n'exista
  2. Guerre éclair et action de grâce dans le Nouveau Monde
  3. La seconde menace

## Éditions
- (en) The Rise and Fall of the Third Chimpanzee: How Our Animal Heritage Affects the Way We Live, Hutchinson Radius, Londres, 1991  (ISBN 0-06-098403-1). Réédité sous le titre The Rise and Fall of the Third Chimpanzee: Evolution and Human Life en 2004 puis sous le titre The Third Chimpanzee: The Evolution and Future of the Human Animal en 2006.
- Paru en français sous le titre Le Troisième Chimpanzé : Essai sur l'évolution et l'avenir de l'animal humain  (trad. de l'anglais par Marcel Blanc), Paris, Gallimard, coll. « NRF essais », 2000, 466 p. (ISBN 2-07-075352-2), puis dans la collection « Folio essais » (no 546) en 2011  (ISBN 9782070441334)[2]

## Autres ouvrages du même auteur
Par la suite, Jared Diamond a développé le thème de la sexualité humaine dans Pourquoi l'amour est un plaisir (1997), le thème de la domination européenne du monde dans De l'inégalité parmi les sociétés (1997), et le thème de l'effondrement des sociétés ou de leur survie dans Effondrement (2005). Son dernier ouvrage, Bouleversement, est paru en 2019.